# Кислі гази
Кислі гази (англ. acid gases, sour gases) — гази природні, які в хімічному плані є кислотами або ангідридами кислот: вугільної (Н2СО3), сірчистої (H2SO3) та ін.
До кислих газів належать: сірководень H2S, вуглекислий газ СО2, сірчистий газ SO2 і оксид вуглецю — СО.